# 野村誠一ウイングスジャパン
有限会社野村誠一事務所は、東京都渋谷区に本社を置く、写真業と日本の芸能事務所である。
取締役は写真家である野村誠一、野村浩美。

## 沿革
- 2015年7月1日より、有限会社野村誠一事務所に株式会社ウイングスジャパンの全業務を移行、有限会社野村誠一ウイングスジャパンに商号変更。
- 2024年4月14日より事業拡大に伴い、有限会社野村誠一事務所に商号変更。

## 番組
- 2015年7月下旬よりUstream番組の「N/S EYES ON～野村誠一Presents～」を開始。

## 主な所属タレント
公式サイト記載順 ※2015年2月20日 (金) 17:30 (UTC)現在

### 女性タレント
- 斉藤あやか
- 杏乃々香

### 男性タレント
- 松田裕
- 竹ノ内大輔

### アーティスト
- かせとも

## 過去の所属タレント
- 鷲生功
- 福田侑哉
- 藤田美里
- 花蓮
- ヴァニー
- 和栗みゆ
- 内野謙太
- 提坂笑加
- 佐々木由貴
- 城川祐貴
- 末田亜沙美
- 高木歩惟
- 高橋光臣
- 中江有里
- 西原亜希
- 冨永萌美
- 原南海子
- 原田夏希
- 舟本美奈子
- 吉岡奈都美